# Собор Святой Недели (София)
Собо́р Свято́й Неде́ли (болг. Църква Света Неделя) — кафедральный собор Софийской епархии Болгарская Православная Церковь, названный в честь святой мученицы Кириакии Никомидийской, известной на Балканах также как Святая Неделя.

## История
История самых ранних лет собора мало известна. Вероятно, что первоначальное строение было построено в X веке и имело каменный фундамент и деревянные стены. Церковь упоминается в путевых заметках немецкого путешественника Штефана Герлаха, посетившего Софию в 1578 году.
Около 1460 года мощи сербского короля Стефана II Милутина были перенесены в Болгарию. Они сохранялись в различных церквах и монастырях. Наконец, они были помещены в соборе Святой Недели после того, как это церковь стала кафедральной в XVIII веке. После этого церковь получила новое название — церковь Святого Короля (болг. Свети Крал). Так она именовалась в конце XIX — начале XX вв. Здание оставалось деревянным до середины XIX века, в отличие от большинства других софийских церквей.
После пожара прежнее здание было разобрано 25 апреля 1856 года, чтобы на его месте построить более внушительный собор. Строительство нового здания, длиной 35,5 метров и шириной 19 метров, началось летом того же самого года. Ещё не достроенное здание пострадало от землетрясения 1858 года, что удлинило срок строительных работ, которые в конечном счёте закончились в 1863 году (архитектор Иван Боянин). Освящение нового собора состоялось 11 мая 1867 года в присутствии 20 000 человек. Новая колокольня была построена с учётом размещения 8 колоколов, подаренных церкви князем Дондуковым-Корсаковым в 1879 году.

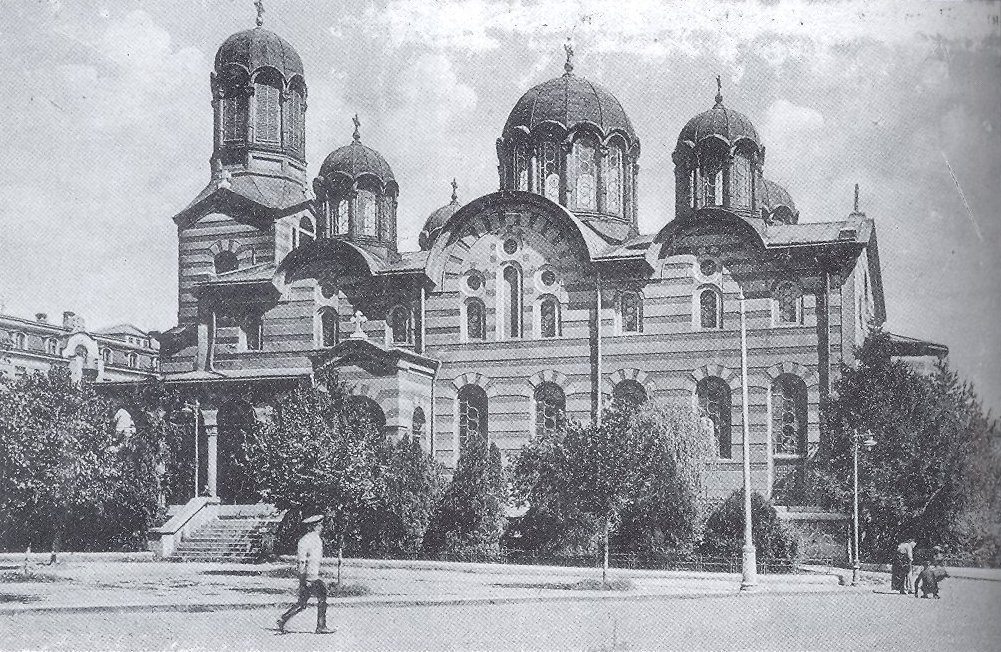
Вид церкви до террористического акта 1925 года

В 1898 году был произведён ремонт церкви, во время которого были добавлены новые купола. В 1915 году в церкви был похоронен болгарский экзарх Иосиф I. Церковь сильно пострадала во время взрыва, совершённого ВО БКП с целью убийства военных и политических лидеров, собравшихся на отпевание генерала Константина Георгиева в 1925 году, во время которого погибло около 134 человек, а более 500 было ранено. После этого церковь была восстановлена и приобрела свой современный облик. Повторное освящение состоялось 7 апреля 1933 года. Обновлённое здание имеет 30 метров в длину и 15.5 метров в ширину, высота главного купола — 31 метр. Позолоченный иконостас работы Станислава Доспевского, сохранившийся при взрыве, был возвращён в церковь.
Художественные фрески были сделаны группой художников во главе с Николаем Ростовцевым между 1971 и 1973 годами. Был обновлён пол здания, а в 1992—1994 годах застеклена северная колоннада. Фасад был полностью очищен в 2000 году. В 2002 году было установлено устройство, позволяющее автоматически звонить одиннадцати колоколам (восемь из них — дар князя Дондукова-Корсакова, два сделаны в Сербии и один в Болгарии).
16 марта 2024 года в соборе был похоронен патриарх Болгарский Неофит.

## Галерея

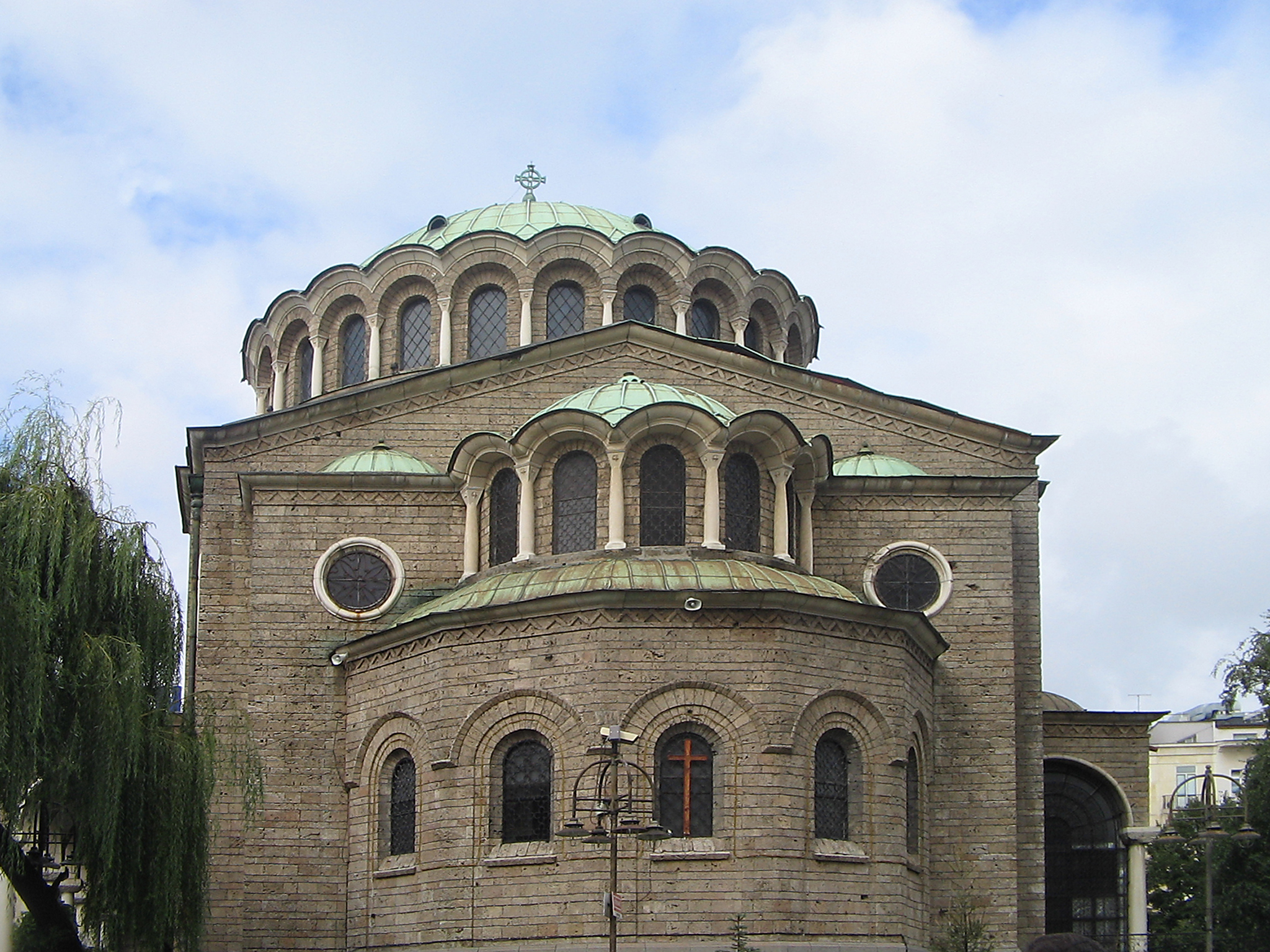
Алтарная часть церкви
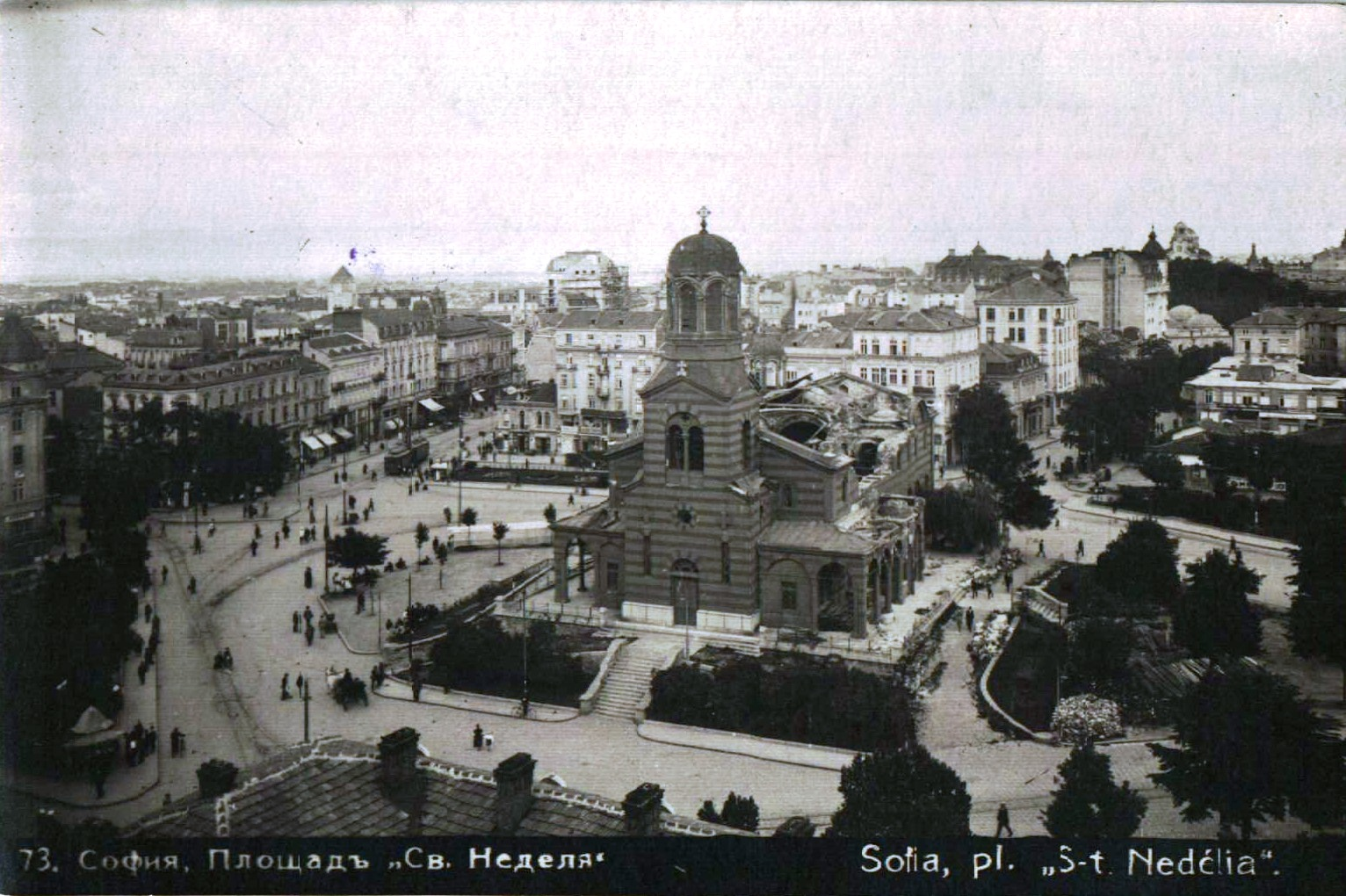
Собор Святой Недели после взрыва 1925 года
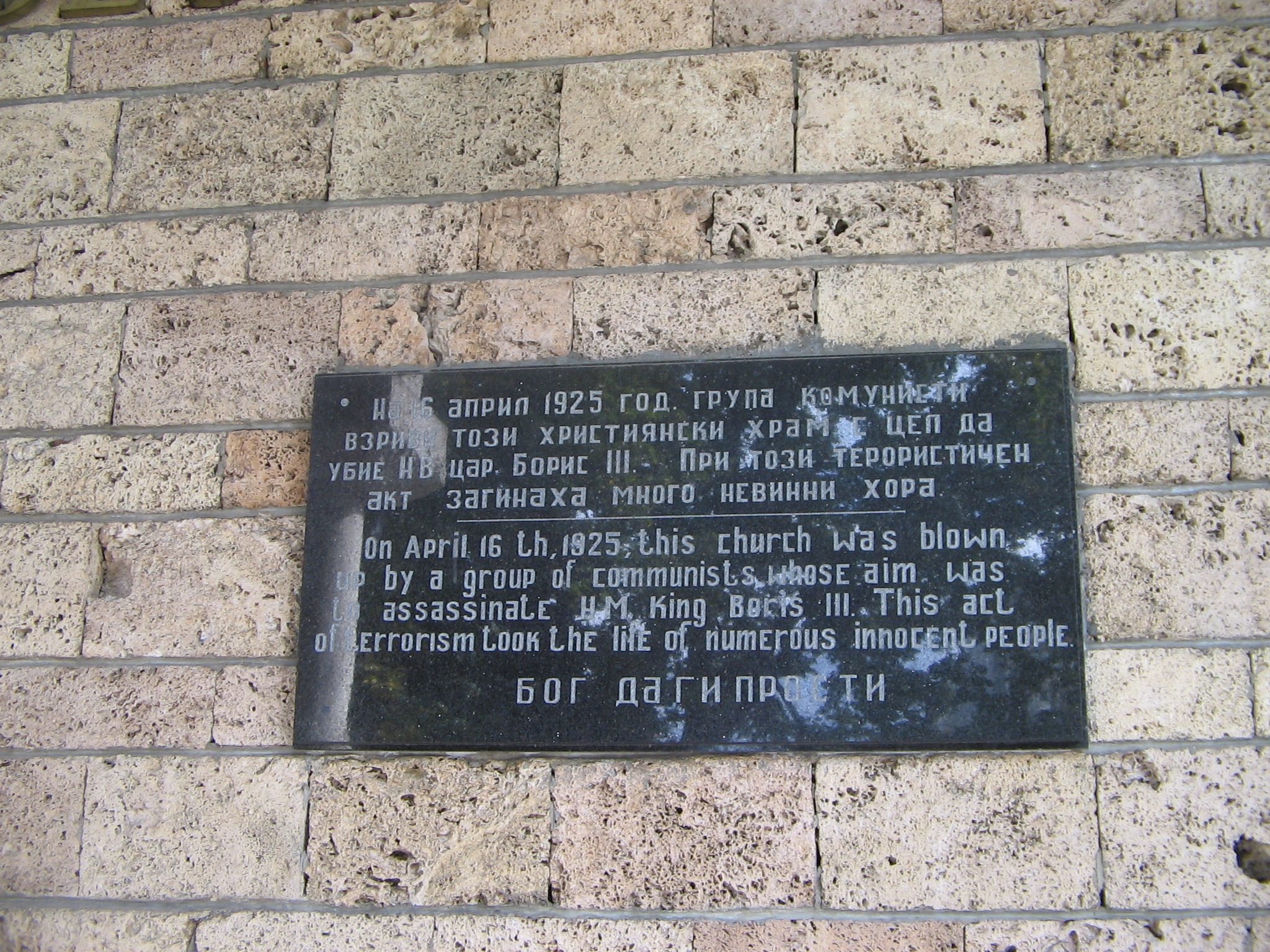
Мемориальная доска в память о жертвах террористического акта 1925 года